# Pałac w Zbrosławicach
Pałac w Zbrosławicach (niem. Schloß Broslawitz) – pałac z XVIII wieku w Zbrosławicach w powiecie tarnogórskim, wpisany do rejestru zabytków nieruchomych województwa śląskiego.

## Historia
Pałac został wybudowany około 1756 roku przez rodzinę von Stockmannów.
Przeszedł w posiadanie Skarbu Państwa, a gmina Zbrosławice użytkowała budynek na potrzeby spółdzielni produkcyjnej, następnie obiekt został zaadaptowany powtórnie na cele mieszkalne, urządzono w nim mieszkania komunalne. W 1998 roku pałac otrzymał Tadeusz Iwańczuk jako rekompensatę za mienie zabużańskie. Zabytek nie był wiele lat remontowany i jest złym stanie technicznym. W pałacowej wozowni mieszkała jedna osoba około 2009 roku. Około 2016 roku obiekt zmienił właściciela.

## Architektura
Budynek został wzniesiony z kamienia i cegły w stylu w późnego baroku, przypuszczalnie na miejscu starszego obiektu z XVI/XVII wieku. Był przebudowany, obecnie reprezentuje styl klasycystyczny. Jest to piętrowa otynkowana budowla na rzucie prostokąta z oficyną, podpiwniczona, z dachem mansardowym. Do pałacu przylega wozownia. W piwnicach zachowały się sklepienia kolebkowe z lunetami.
Wokół pałacu zachowały się pozostałości parku z topolą czarną, jak również zabudowania gospodarcze, w tym spichlerz z 1. połowy XIX wieku.